# Вольдерт
Вольдерт (нім. Woldert) — громада в Німеччині, розташована в землі Рейнланд-Пфальц. Входить до складу району Нойвід. Складова частина об'єднання громад Пудербах.
Площа — 5,03 км2. Населення становить 592 ос. (станом на 31 грудня 2020).